# Епархия Матурина
Епархия Матурина (лат. Dioecesis Maturinensis) — епархия Римско-католической церкви с центром в городе Матурин, Венесуэла. Епархия Матурина входит в митрополию Сьюдад-Боливара. Кафедральным собором епархии Матурина является церковь Пресвятой Девы Марии Кармельской.

## История
24 мая 1958 года Папа Римский Пий XII издал буллу «Regnum Dei», которой учредил епархию Матурина, выделив её из епархии Сьюдад-Боливара (сегодня — архиепархия Сьюдад-Боливара). Первоначально епархия Матурина являлась суффраганной по отношению к архиепархии Каракаса, а 21 июня этого же года она вошла в состав церковной провинции Сьюдад-Боливара.

## Ординарии епархии
- епископ Антонио Хосе Рамирес Салаверриа (24.05.1958 — 7.05.1994);
- епископ Диего Рафаэль Падрон Санчес (7.05.1994 — 27.03.2002), назначен архиепископом Куманы;
- епископ Энрике Перес Лавадо (9 августа 2003 — по настоящее время).